# 阿瓜博阿 (米納斯吉拉斯州)

阿瓜博阿（葡萄牙語：Agua Boa）是巴西的城鎮，位於該國東南部，由米納斯吉拉斯州負責管轄，始建於1953年12月12日，面積1,318平方公里，海拔高度415米，2010年人口15,193，人口密度每平方公里11.53人。
17°59′45″S 42°23′20″W / 17.99583°S 42.38889°W